# Pachycephala phaionota
El silbador moluqueño (Pachycephala phaionota) es una especie de ave paseriforme de la familia Pachycephalidae.

## Distribución geográfica y hábitat
Es endémica de Indonesia: se encuentra en las islas del archipiélago Raja Ampat y varias de las Molucas, como Ceram y muchas islas menores del archipiélago, tanto de las Molucas meridionales como septentrionales, incluidas las islas Aru. Sus hábitats naturales son los bosques tropicales y los manglares.